# Lepidiota africana
Lepidiota africana är en skalbaggsart som beskrevs av Brenske 1892. Lepidiota africana ingår i släktet Lepidiota och familjen Melolonthidae. Inga underarter finns listade i Catalogue of Life.